# Ӆ (слово ћирилице)
Ӆ ӆ (Ӆ ӆ; искошено: Ӆ ӆ) је део ћириличне несловенске азбуке. Зове се Л са репом. Писмо користи клингонски језик . Писмо потиче од ћириличног слова Л са одређеним модификацијама. Слово има звучну вредност /ɬ/, попут изговора ⟨ll⟩ на велшком језику.
У Кхантском језику, користи се за замену Ӆ - умјесто слова Ӆ, користи се Ԯ, /ɬ/.
Л са репом се користи у азбукама Ителменског и Килдин-Сами језика, где се, по редоследу, налази између ⟨Л⟩ и ⟨М⟩.

## Рачунарски кодови
| Знак                      | Ӆ                                    | Ӆ                                    | ӆ                                  | ӆ                                  |
| ------------------------- | ------------------------------------ | ------------------------------------ | ---------------------------------- | ---------------------------------- |
| Назив у Уникоду           | CYRILLIC CAPITAL LETTER EL WITH TAIL | CYRILLIC CAPITAL LETTER EL WITH TAIL | CYRILLIC SMALL LETTER EL WITH TAIL | CYRILLIC SMALL LETTER EL WITH TAIL |
| Врста кодирања            | децимална                            | хексадецимална                       | децимална                          | хексадецимална                     |
| Уникод                    | 1221                                 | U+04C5                               | 1222                               | U+04C6                             |
| UTF-8                     | 211 133                              | D3 85                                | 211 134                            | D3 86                              |
| Нумеричка референца знака | &#1221;                              | &#x4C5;                              | &#1222;                            | &#x4C6;                            |